# Prochnyanthes mexicana
Prochnyanthes, monotipski rod gomoljastih geofita iz porodice šparogovki smješten u tribus Agaveae, dio je potporodice saburovki. Jedina vrsta je meksički endemP. mexicana. Neki autori ovu vrstu priznaqju pod imenom Agave bulliana,
Rod je opisan u Proc. Amer. Acad. Arts 22: 457. 1887.

## Sinonimi
- Agave bulliana (Baker) Thiede & Eggli; Kakteen And. Sukk. 50(5): 112 (1999)
- Bravoa bulliana Baker; Gard. Chron., n.s., 21: 328 (1884)
- Prochnyanthes bulliana (Baker) Baker; Bot. Mag., Lond. 121: t. 7427 (1895)
- Polianthes mexicana Zucc.; Abh. Math.-Phys. Cl. Königl. Bayer. Akad. Wiss. 2: 319 (1837)
- Prochnyanthes viridescens S.Watson; Proc. Amer. Acad. 22: 457 (1887)